# Hjalmar Abelin
Pour les articles homonymes, voir Abelin.
Hjalmar August Abelin, né le 22 mai 1817 à Linköping et mort le 13 septembre 1893 à Stockholm, est un médecin suédois. Il est le frère de Gustaf Rudolf Abelin.

## Biographie
Hjalmar August Abelin naît le 22 mai 1817 à Linköping.
Il se consacre principalement à l’étude des maladies de l’enfance. Il est médecin en chef à Allmänna Barnhuset de 1856 à 1858 et, à partir de 1858, professeur de pédiatrie à l'Institut Karolinska, il est élu en 1866 membre de l'Académie royale des sciences.